# Lemnos (couraçado)
O Lemnos (Λήμνος) foi um couraçado pré-dreadnought operado pela Marinha Real Helênica, originalmente construído para a Marinha dos Estados Unidos como o USS Idaho, a segunda embarcação da Classe Mississippi. Sua construção começou em maio de 1904 nos estaleiros da William Cramp & Sons e foi lançado ao mar em dezembro do ano seguinte, sendo comissionado na frota norte-americana em abril de 1908. Era armado com uma bateria principal composta por quatro canhões de 305 milímetros montados em duas torres de artilharia duplas, tinha um deslocamento carregado de mais de catorze mil toneladas e conseguia alcançar uma velocidade máxima de dezessete nós.
O Idaho serviu com a Frota do Atlântico entre 1909 e 1912, com suas principais atividades consistindo em exercícios de rotina. Ele visitou a Europa em 1910 junto com outros navios, mas depois disso foi colocado na reserva por ser considerado muito lento. Ele foi reativado em março de 1914 para ser usado como navio de treinamento durante um cruzeiro para aspirantes da Academia Naval dos Estados Unidos, em seguida partindo para um cruzeiro pelo Mar Mediterrâneo. Durante esta viagem, ele foi comprado pela Grécia. Os gregos estavam em uma corrida armamentista naval contra o Império Otomano e precisavam de navios como até poder receber novos dreadnoughts.
Foi renomeado para Lemnos e passou a servir na Marinha Real Helênica. Durante a Primeira Guerra Mundial foi usado apenas como navio de defesa de costa e nunca entrou em combate, mas depois atuou na intervenção dos Aliados na Guerra Civil Russa e na Guerra Greco-Turca de 1919–22, apoiando desembarques na Turquia e depois a retirada das forças gregas. Foi removido das funções ativas em 1932 e então desarmado e usado como alojamento flutuante até o início da Segunda Guerra Mundial. Foi atacado por bombardeiros de mergulho Junkers Ju 87 em Salamina durante a invasão alemã da Grécia e afundado em 23 de abril de 1941, sendo desmontado depois da guerra.

## Projeto

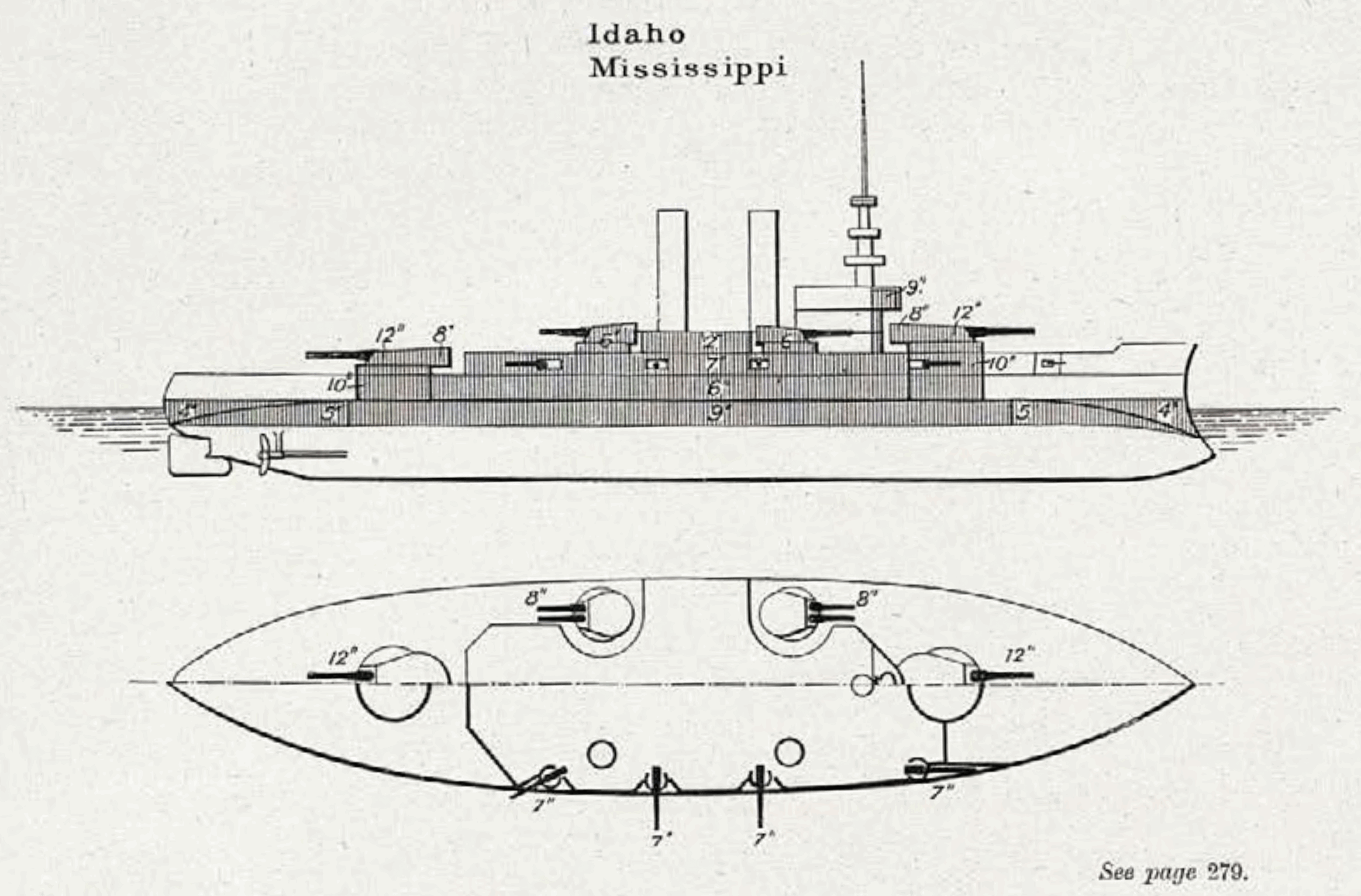
Desenho da Classe Mississippi

As duas embarcações da classe Mississippi foram encomendadas sob os termos das apropriações navais de 1903, que estipulavam um deslocamento máximo de 13 209 toneladas. O limite foi um esforço liderado por oficiais navais seniores, incluindo o almirante George Dewey e o capitão Alfred Thayer Mahan, que acreditavam que uma força de encouraçados pré-dreadnought menores, mas mais numerosos, atenderia melhor às necessidades da marinha. Elementos no Congresso também se opuseram ao tamanho continuamente crescente e, mais importante, ao custo de cada novo projeto. O deslocamento limitado totalizou uma redução de 3 048 toneladas em comparação com a classe anterior, que exigia reduções significativas na velocidade, armamento e blindagem, tornando-os projetos ruins, incapazes de servir com a frota principal e levando ao seu descarte rápido.
O Idaho tinha 116 metros de comprimento total com uma boca de 23 metros e um calado de 7,52 metros. Ele deslocava 13 209 toneladas conforme projetado e até 14 697 em plena carga. O navio era movido por motores a vapor verticais de expansão tripla com dois eixos com vapor fornecido por oito caldeiras Babcock & Wilcox movidas a carvão que eram canalizadas em dois funis. Os motores foram projetados para produzir 10 mil cavalos indicados de potência para uma velocidade máxima de dezessete nós (31 quilômetros por hora). Mastros de treliça foram instalados em 1909. Ele tinha uma tripulação de 744 oficiais e homens alistados.
O navio estava armado com uma bateria principal de quatro canhões de 305 milímetros/45 calibres em duas torres gêmeas, uma em cada extremidade da superestrutura. Oito canhões de 203 milímetros/45 calibres foram montados em quatro torres gêmeas, duas nas laterais e duas ao meio do navio. A bateria secundária foi completada com oito canhões de 178 milímetros/45 calibres montados individualmente em casamatas ao longo do comprimento do casco, dois a menos que a classe Connecticut. A defesa de curto alcance contra torpedeiros era fornecida por uma bateria de doze canhões de 76 milímetros/50 calibres (em comparação com vinte a bordo dos Connecticuts), seis canhões de 3 libras e dois canhões de 1 libra. O sistema de armamento do navio foi completado por dois tubos de torpedo de 533 milímetros submersos em seu casco.
O cinturão blindado do navio era de 178 a 229 milímetros de espessura, sendo reduzido para cem a 180 milímetros em cada extremidade. Isso representou uma redução de cinquenta milímetros em comparação com os Connecticuts. As torres de canhão da bateria principal tinham 305 milímetros em suas faces, montadas sobre barbetas com 250 milímetros de espessura. Sua bateria secundária foi protegida por 180 milímetros de blindagem lateral. A torre de comando dianteira tinha 229 milímetros nos lados.

## Histórico de serviço

### Carreira nos Estados Unidos

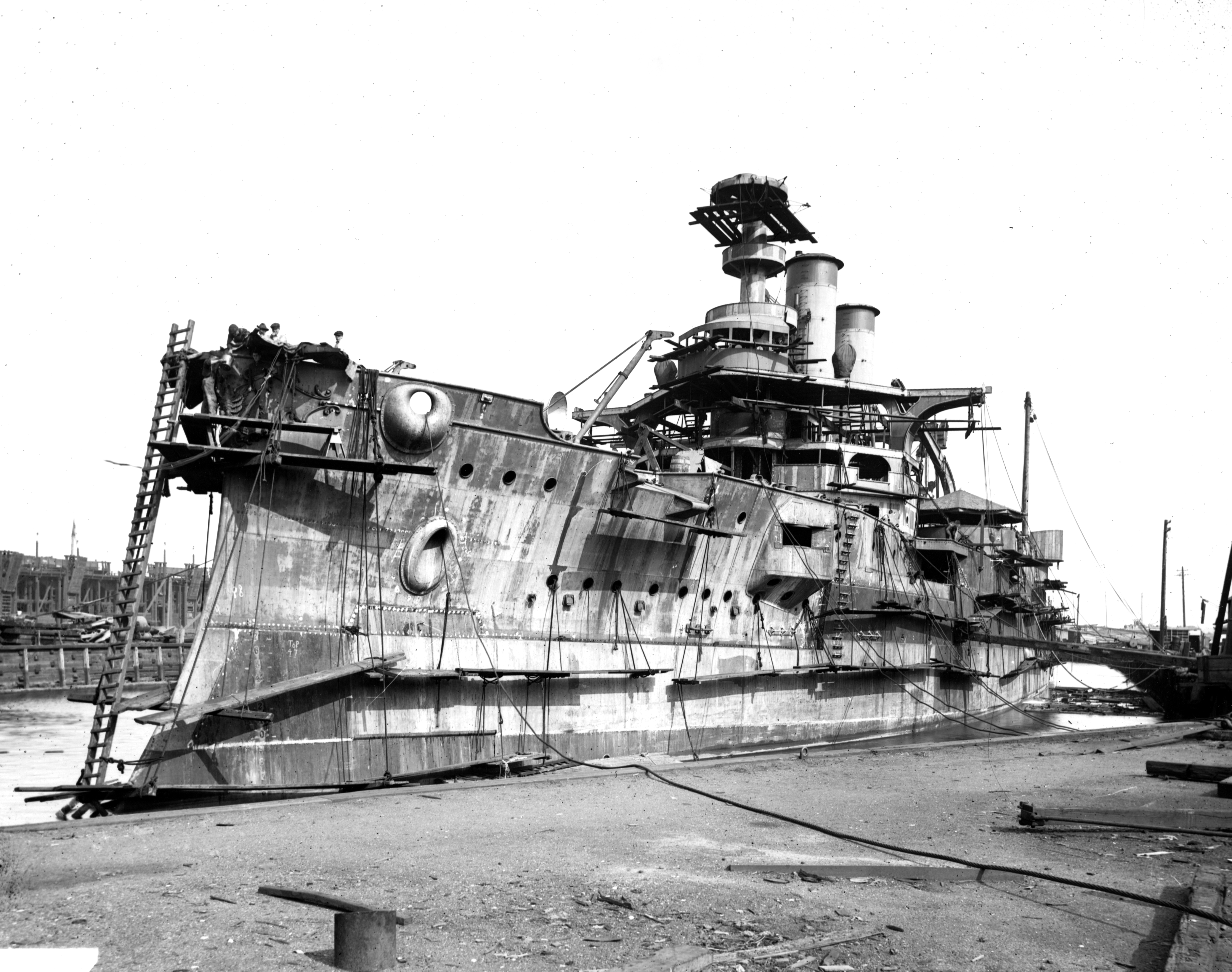
O Idaho sendo adaptado na William Cramp & Sons

#### Construção – 1910
A quilha do Idaho foi batida em 12 de maio de 1904 no estaleiro William Cramp & Sons na Filadélfia. Seu casco completo foi lançado em 9 de dezembro de 1905 e ele foi comissionado na frota em 1º de abril de 1908. Ele começou em 15 de abril seus testes no mar, navegando para Hampton Roads, Virgínia, onde parou de 17 a 20 de abril antes de navegar para a Baía de Guantánamo, Cuba, para exercícios de treinamento no início de maio. Ele então voltou para o Philadelphia Naval Shipyard para reparos e ajustes finais.
O Idaho embarcou em sua primeira operação na companhia do encouraçado New Hampshire em 20 de junho, transportando um contingente de quase oitocentos fuzileiros navais para a Zona do Canal do Panamá para monitorar as eleições realizadas no país. Ele chegou a Colón, no Panamá, seis dias depois, desembarcou dos fuzileiros navais e partiu para a Baía de Guantánamo logo em seguida. Ele chegou à base naval lá em 30 de junho e reabasteceu seus depósitos de carvão antes de voltar para os Estados Unidos. Ao chegar a Filadélfia, o navio entrou em doca seca para manutenção que durou de 6 de julho a 12 de setembro, após o que navegou para Norfolk, Virgínia, onde seu mastro principal foi substituído por um mastro treliçado. O navio realizou testes de tiro no final de setembro, seguidos por mais manutenção na Filadélfia no final do mês que durou até 9 de fevereiro de 1909.
Depois de deixar o estaleiro, o Idaho foi designado para o Terceiro Esquadrão da Frota do Atlântico em 17 de fevereiro, na companhia de seu navio irmão Mississippi, além do New Hampshire e Maine. Os quatro encouraçados presenciaram o retorno da Grande Frota Branca em Hampton Roads e estiveram presentes para a revisão naval no porto em 22 de fevereiro. O Idaho então navegou para o sul em direção às águas cubanas para exercícios de treinamento em março e abril, retornando posteriormente à Filadélfia em 6 de maio para manutenção adicional que foi concluída em 25 de julho. Ele então se juntou ao resto da frota na costa de Massachusetts dois dias depois; depois de abastecer em Hampton Roads no início de agosto, a frota conduziu treinos de tiro e outros exercícios ao largo de Virginia Capes a partir de 12 de agosto. Essas operações culminaram na Celebração Hudson-Fulton em setembro e outubro. Outro período na doca seca na Filadélfia ocorreu de 6 de outubro a 5 de janeiro de 1910.
O Idaho e o resto da Frota do Atlântico se reuniram para exercícios de treinamento na Baía de Guantánamo de 12 de janeiro a 24 de março, após o que os navios retornaram a Hampton Roads para mais treinamento de tiro. O Idaho passou por mais reparos na Filadélfia de 30 de abril a 17 de julho. De lá, ele foi para Newport, Rhode Island, onde embarcou em um contingente da Milícia Naval de Rhode Island para um cruzeiro de treinamento de 18 a 23 de julho. Depois de desembarcar os homens, o Idaho iniciou uma série de exercícios, incluindo treinos de manuseio de torpedos e minas navais com o restante da frota. O treino de tiro ocorreu em agosto e setembro, seguido por outro período de estaleiro de 2 a 28 de outubro. No início de novembro, o Terceiro Esquadrão cruzou o Atlântico para visitar a Europa, incluindo paradas em Gravesend, Reino Unido e Brest, França. No caminho de volta para as águas cubanas, os navios realizaram treinamento simulado de batalha. Eles chegaram à Baía de Guantánamo em 13 de janeiro de 1911 e, nos dois meses seguintes, a frota realizou suas manobras anuais lá.

#### 1911–1914

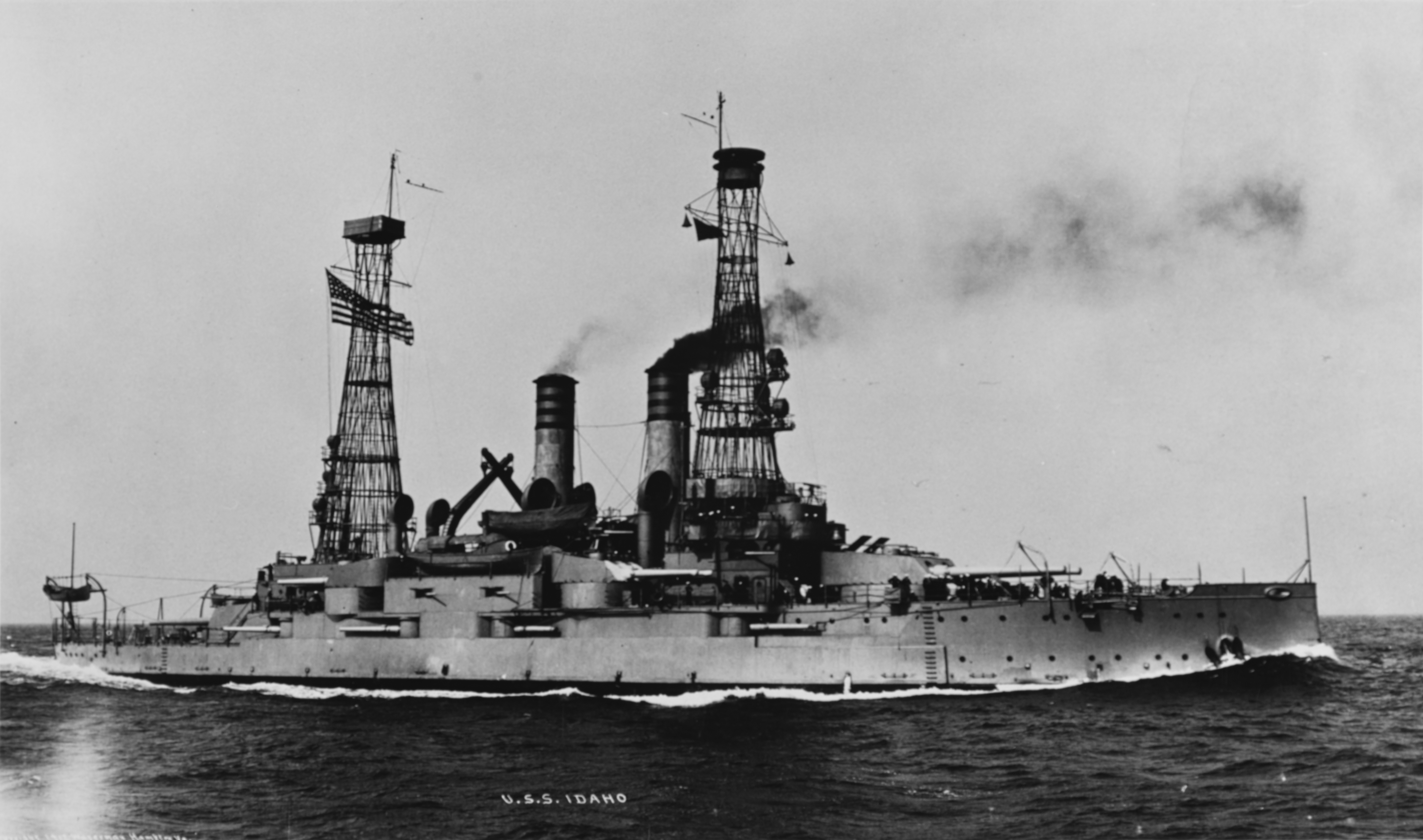
O Idaho em 1912 com seus dois mastros treliçados instalados

A Frota do Atlântico voltou a Hampton Roads em 17 de março e conduziu treinos de batalha no final daquele mês e em abril. O Idaho voltou para a Filadélfia para manutenção de 12 de abril a 4 de maio. De lá, navegou para o sul até a Costa do Golfo para cruzar o rio Mississippi até o norte de Natchez, Mississippi. O treinamento de torpedo em Pensacola ocorreu em junho, após o qual ele foi novamente para a Filadélfia para manutenção periódica. O restante das atividades do ano consistiu em manobras de frota na costa de Massachusetts em julho e agosto, treinamento de artilharia em Virginia Capes em agosto e setembro, outra revisão em setembro e outubro e uma revisão naval em novembro. O Idaho concluiu o ano com mais reparos e testes de mar, durando até 2 de janeiro de 1912.
O Idaho juntou-se à frota em Hampton Roads em 3 de janeiro para jogos de guerra. Outros exercícios de frota foram realizados ao largo de Cuba de 12 de janeiro a 10 de fevereiro. Sua participação nessas manobras foi interrompida quando seu motor de estibordo quebrou, forçando-o a retornar à Filadélfia em 17 de fevereiro para reparos, que foram concluídos em meados de agosto. Ele partiu novamente em 23 de agosto para Hampton Roads, encontrando-se com o resto da frota dois dias depois. A prática de tiro ao alvo e torpedo ocorreu em setembro e, no início de outubro, ele passou por testes de velocidade e resistência ao largo da costa do Maine. O navio participou de uma revisão naval na cidade de Nova York em 7 de outubro, após a qual voltou a Hampton Roads para mais prática de tiro. Em 7 de novembro, o navio foi designado para a Quarta Divisão da frota. Ele conduziu outra rodada de tiro ao alvo no final daquele mês e em 8 de dezembro voltou para a Filadélfia para outro período de manutenção.
O Idaho deixou a Filadélfia em 2 de janeiro de 1913 para se encontrar com a frota em Hampton Roads no dia seguinte. Os navios reunidos partiram em 6 de janeiro para Cuba, onde a prática de torpedo e outras manobras foram conduzidas até meados de março, quando a frota voltou a Hampton Roads para treinamento, incluindo prática de tiro ao alvo. Essas operações duraram até o início de abril e Idaho foi para a Filadélfia para manutenção de 10 a 16 de abril. A essa altura, as condições no México haviam se deteriorado seriamente durante a Revolução Mexicana, então a Marinha dos Estados Unidos implantou navios de guerra para proteger os interesses americanos no país. O Idaho foi enviado para Tampico de 23 de abril a 22 de maio como parte dessas operações. De lá, mudou-se para Veracruz em 23 de maio, onde permaneceu até 22 de junho, quando partiu para se juntar à frota. A partir de 30 de junho, o navio cruzou a costa da Nova Inglaterra até julho, seguido por manobras da frota em Long Island em agosto. O treinamento adicional em Virginia Capes começou no final daquele mês e durou até 24 de outubro. Ele chegou à Filadélfia no dia seguinte e, em 27 de outubro, Idaho foi reduzido à Frota de Reserva do Atlântico.
O navio foi reativado em 16 de março de 1914 para tarefas de treinamento e, em 9 de maio, partiu para Annapolis, Maryland. Ele embarcou um contingente de aspirantes da Academia Naval dos Estados Unidos para um cruzeiro de treinamento que começou em 7 de junho. O Idaho juntou-se ao encouraçado Missouri para um cruzeiro no Mediterrâneo. Ainda no exterior, a venda do navio estava sendo negociada com o governo grego. A Grécia se envolveu em uma corrida armamentista naval com o Império Otomano no início da década de 1910; em 1910, os otomanos compraram um par de pré-dreadnoughts alemães (rebatizados de Barbaros Hayreddin e Turgut Reis) e encomendaram encouraçados da Grã-Bretanha em 1911 e 1914. A Marinha Helênica encomendou os dreadnoughts Salamis da Alemanha em 1913 e o Basileus Konstantinos da França em resposta. Como medida provisória, os gregos compraram o Mississippi e Idaho da Marinha dos Estados Unidos. O governo grego comprou os navios por meio de um intermediário, o construtor naval Fred Gauntlett, que os adquiriu em 8 de julho e os entregou à Grécia. Nesse ínterim, o Idaho e Missouri fizeram escala em vários portos da região: Tânger, Marrocos; Gibraltar; e Nápoles, Itália. Depois que a venda foi finalizada, o Idaho deixou o Missouri e navegou para Villefranche-sur-Mer, na França, em 17 de julho, onde transferiu toda a sua tripulação para o encouraçado Maine. A Marinha Grega formalmente tomou posse do navio em 30 de julho e o renomeou Lemnos após a batalha homônima durante a Primeira Guerra dos Bálcãs.

### Carreira grega

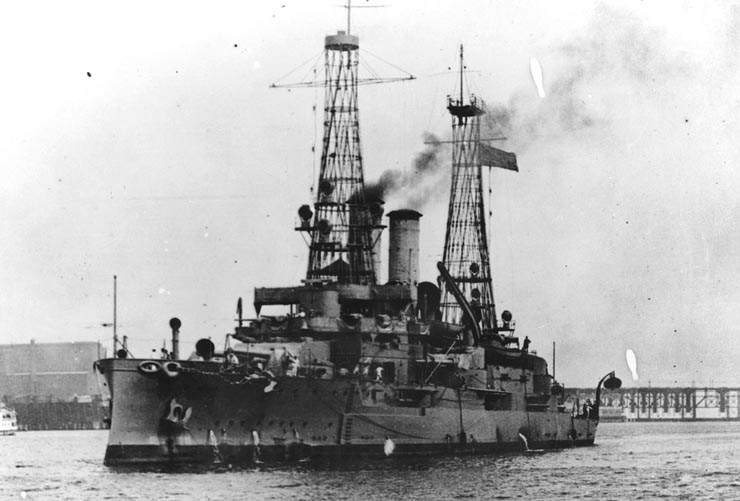
Lemnos ou Kilkis no porto nos Estados Unidos

Com a eclosão da Primeira Guerra Mundial no final do mês, o monarca pró-alemão da Grécia, Constantino I, decidiu permanecer neutro. As potências da Entente desembarcaram tropas em Salônica em 1915, o que foi uma fonte de tensão entre a França e a Grécia. No final das contas, os franceses aprisionaram a Marinha grega em 19 de outubro de 1916 (Noemvriana e Cisma Nacional). O Lemnos foi reduzido a uma tripulação mínima e teve os blocos de culatra de suas armas removidos para torná-las inoperáveis. Todas as munições e torpedos também foram removidos. Em última análise, um governo pró-Entente sob o primeiro-ministro Eleftherios Venizelos substituiu Constantino e declarou guerra às Potências Centrais. O Lemnos, no entanto, não prestou serviço ativo com os novos aliados da Grécia, e, em vez disso, foi usado apenas para defesa do porto até o final da guerra.
Após o fim da Primeira Guerra Mundial, o Lemnos juntou-se à intervenção dos Aliados na Guerra Civil Russa e serviu na Expedição da Crimeia. Lá, ele ajudou os brancos contra os comunistas. Em abril de 1919, o Lemnos esteve presente em Teodósia, onde forneceu suporte bélico ao Exército Voluntário. Em 22 de abril, o reconhecimento aéreo informou que o Exército Vermelho estava concentrado na cidade de Vladislovovka; o Lemnos e o cruzador leve britânico HMS Caradoc bombardearam a cidade, forçando as forças soviéticas a se retirarem. Ele então prestou serviço durante a Guerra Greco-Turca, onde apoiou desembarques para tomar o território otomano. A Marinha Otomana havia sido "confiscada" pelos Aliados após o fim da Primeira Guerra Mundial e, portanto, não se opôs às atividades da Marinha Grega.

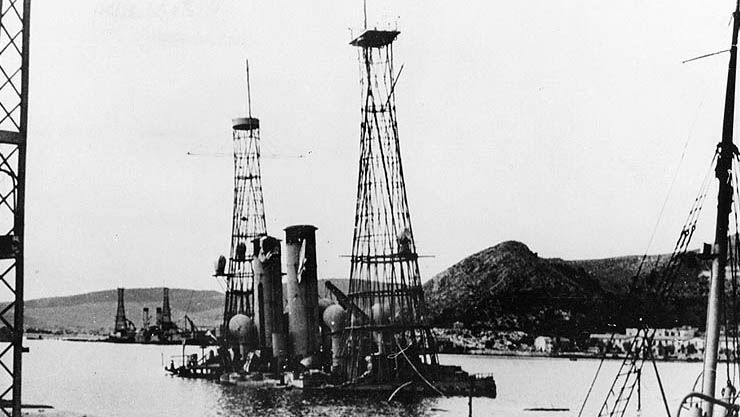
O Kilkis (primeiro plano) e Lemnos afundados após ataque aéreo alemão, 1941

Em fevereiro de 1921, o Lemnos estava estacionado em Smyrna para apoiar a ocupação da cidade. As operações chegaram ao fim em setembro de 1922, quando o exército grego foi forçado a evacuar Smyrna pelo mar, junto com um número considerável de civis da Ásia Menor. A frota transportou um total de 250 mil soldados e civis durante a evacuação. O Lemnos partiu de Esmirna na noite de 8 de setembro com seu irmão Kilkis. Enquanto viajava de Esmirna para a Grécia continental, o capitão Dimitrios Fokas, comandante do Lemnos, formou um Comitê Revolucionário com Nikolaos Plastiras e Stylianos Gonatas, dois coronéis que apoiavam Venizelos, que havia sido deposto em 1920. Os homens lançaram a Revolução de 11 de setembro de 1922 e outras embarcações da frota se amotinaram em apoio ao golpe. O rei Constantino I foi forçado a abdicar em favor de seu filho, Jorge II.
Em 1932, o Lemnos foi colocado na reserva inativa; seções de blindagem foram removidas para construir fortificações na ilha de Egina. Ele foi desarmado em 1937 e posteriormente usado como um navio-quartel.

#### Segunda Guerra Mundial
Em 28 de outubro de 1940, a Itália invadiu a Grécia, iniciando a Guerra Greco-Italiana como parte das ambições expansionistas do ditador italiano Benito Mussolini. O exército grego rapidamente derrotou os italianos e os empurrou de volta para a Albânia. Menos de duas semanas depois, a frota italiana foi seriamente danificada no ataque britânico a Tarento, o que reduziu significativamente a ameaça que a Regia Marina italiana representava para a frota grega. O Lemnos permaneceu fora de serviço, mas armas sobressalentes dele e do Kilkis foram empregadas como baterias costeiras em toda a Grécia. Em 6 de abril de 1941, a Wehrmacht invadiu a Grécia para apoiar seu aliado italiano no impasse do conflito. O casco do Lemnos foi bombardeado na Base Naval de Salamis por bombardeiros de mergulho Junkers Ju 87 em 23 de abril.  O navio foi encalhado para evitar que afundasse; seus destroços foram obliterados após o fim da guerra.